# Ganluo

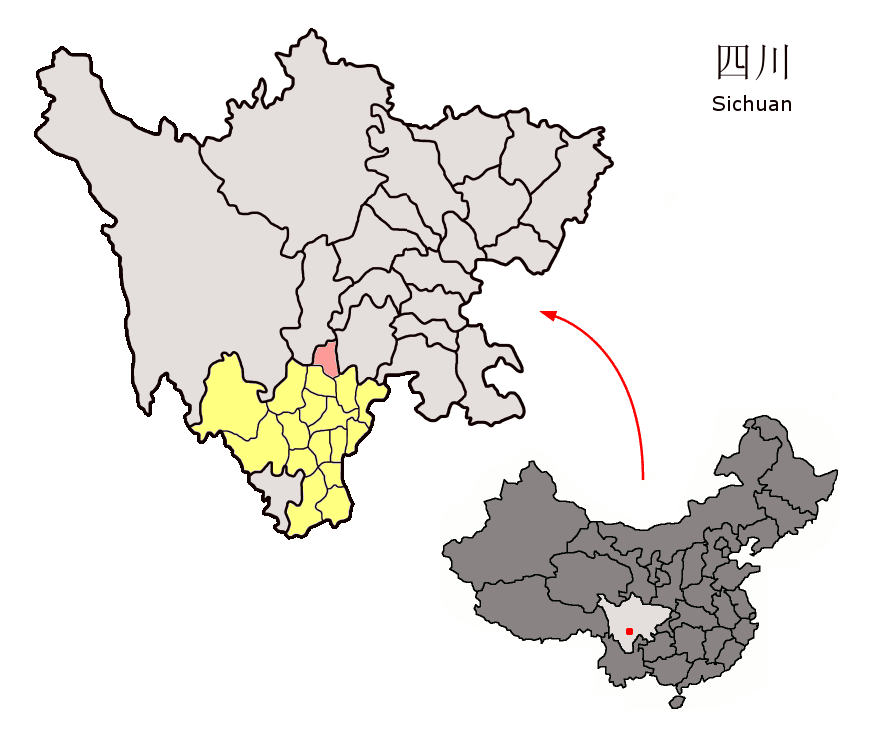
Lage von Ganluo in der Provinz Sichuan.

Ganluo (chinesisch 甘洛县, Pinyin Gānluò Xiàn; Yi: Jjiepggurx Galo ꐟꇶꇤꇉ) ist ein Kreis im Norden des Autonomen Bezirks Liangshan der Yi der chinesischen Provinz Sichuan. Sein Hauptort ist die Großgemeinde Xinshiba (新市坝镇). Er hat eine Fläche von 2.144 km² und zählt 205.991 Einwohner (Stand: Zensus 2020).